# 賀陽親王
賀陽親王（かやしんのう）は、桓武天皇の第十皇子。官位は二品・大宰帥。高陽親王とも記される。

## 経歴
嵯峨朝末の弘仁12年（821年）四品に叙せられる。淳和朝では弘仁14年（823年）治部卿、天長3年（826年）中務卿を歴任。天長10年（833年）仁明天皇の即位後まもなく三品に叙せられ、承和7年（840年）大宰帥、承和15年（848年）治部卿に任ぜられる。
嘉祥3年（850年）文徳天皇の即位後まもなく弾正尹に任ぜられ、斉衡2年（855年）二品に至る。また、同年に大破した東大寺大仏の修造に当たり、貞観3年（861年）3月には東大寺大仏修理落成供養会を監修している。
清和朝の貞観2年（860年）治部卿に任ぜられる。貞観5年（863年）体力の衰えを理由に致仕を願い出るが許されなかった。貞観13年（871年）正月に大宰帥を兼ねるが、2月に抗表を行い長く務めていた治部卿を辞す。同年10月8日薨去。享年78。最終官位は二品行大宰帥。

## 逸話
『今昔物語集』24巻2話に「高陽親王（かやしんのう）」という名で登場する。高陽親王が建てた京極寺の付近の田は、日照りになると水枯れとなり、農民を悩ませていたため、両手に器をもち、水で器が一杯になると顔に水がかかる仕掛けを細工した身長4尺（約120cm）の子どものからくり人形を親王が田に設置したところ、大勢の人が面白がって水を掛けたため、その田は日照りの最中でも水不足になることはなかったとある。

## 官歴
注記のないものは『六国史』による。
- 時期不詳：正六位上
- 弘仁12年（821年） 正月7日：四品
- 弘仁14年（823年） 11月13日：治部卿
- 天長3年（826年） 7月15日：中務卿。9月：常陸太守[2]
- 天長10年（833年） 3月6日：三品
- 承和7年（840年） 正月30日：大宰帥
- 承和15年（848年） 2月14日：治部卿
- 嘉祥3年（850年） 5月17日：弾正尹
- 斉衡2年（855年） 正月7日：二品
- 貞観2年（860年） 正月16日：兼常陸太守。2月14日：治部卿、常陸太守如故
- 貞観9年（867年） 正月12日：兼上野太守
- 貞観13年（871年） 正月29日：兼大宰帥。2月9日：辞治部卿。10月8日：薨去（二品行大宰帥）

## 系譜
- 父：桓武天皇
- 母：多治比真宗
  - 同母兄：葛原親王 - 子孫は桓武平氏
  - 同母兄：佐味親王
- 生母不詳の子女
  - 長男：道野王（? - 855年）[3]
  - 男子：忠貞王（820年 - 884年）[4]
  - 六男：利基王（822年 - 866年）[5]
  - 男子：忠範王（? - 880年）[6]